# Дом с маками

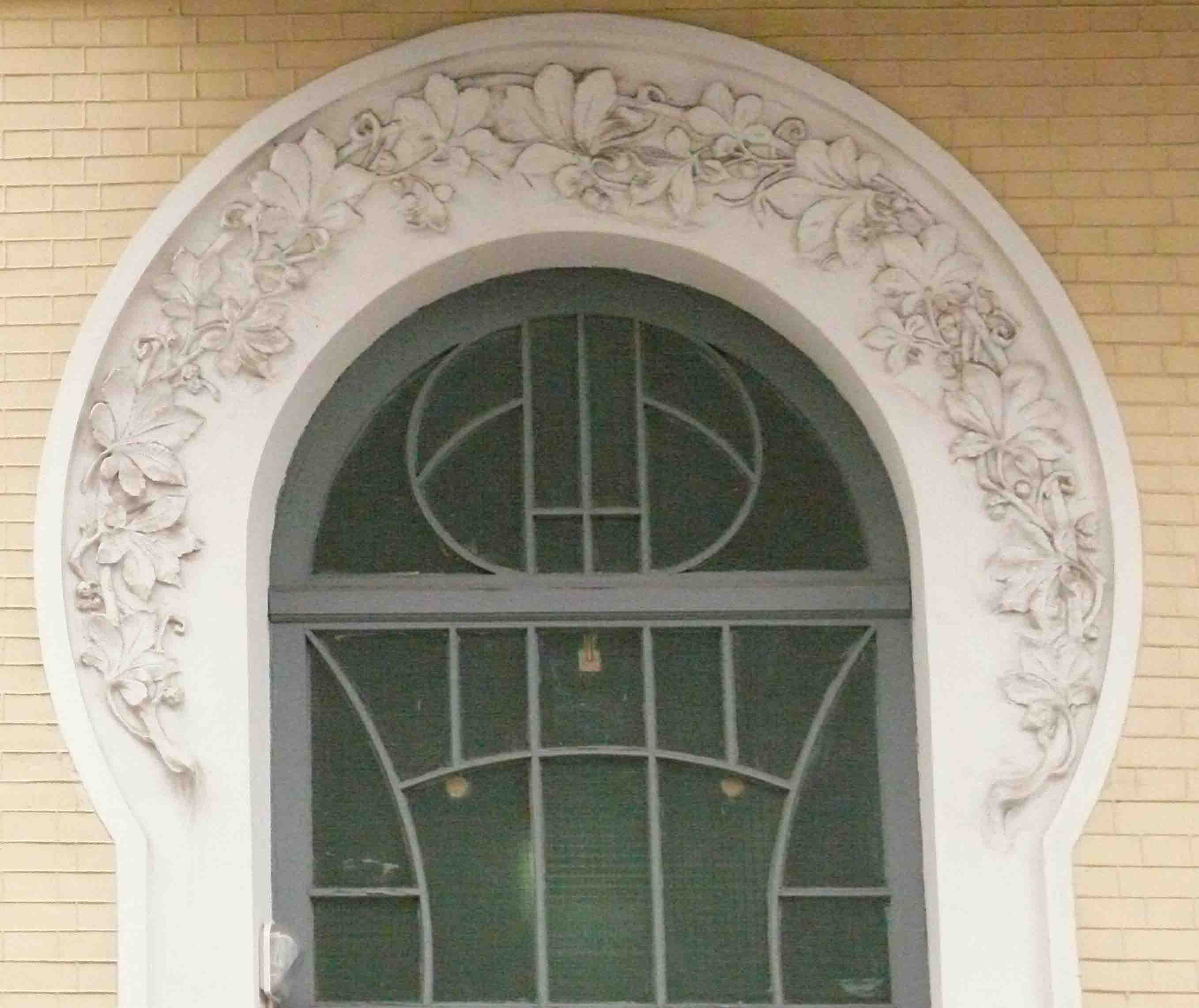
Фрагмент растительного декора входного портала

Дом с маками, он же Дом генерала Де-Витте (укр. Дом 5-7 на Банковской ул.) — бывший доходный дом в Киеве, построенный в 1908—1910 годах[уточнить] по заказу генерала Де-Витте. Находится на Банковой улице, неподалёку от Крещатика, главной и наиболее известной улицы города. 

## История
К началу XX века Банковая улица была застроена особняками известных и состоятельных киевлян. Здесь находились особняк сахарозаводчика С. И. Либермана, бывший дом генерал-адъютанта Ф. Ф. Трепова, композитора В. В. Пухлитского, архитектора Г. П. Шлейфера. Здесь же архитектор Владислав Городецкий позднее построил свой «Дом с химерами».
Строительство многоэтажного дома на Банковой стало возможно только в 1908 году, когда было снято эспланадное правило, ограничивающее высоту зданий на подступах к Печерской крепости.

## Описание
Дом построен в стиле модерн. Центральную часть фасада отделяют два одинаковых эркера, однако членение дома не симметрично: левый эркер нависает над закруглённым входом, а правый заканчивается символической фигурой декора, где изогнутые линии заключены в овал, а прямые его пересекают, чтобы служить обрамлением окна.
Декоративное оформление парадного фасада «Дома с маками» выполнено с большим вкусом. После богатства скульптурных рельефов «Дома с химерами» иконографические мотивы доходного дома генерала Де-Витте кажутся лаконичными. Глаз останавливается только на окне, декорированном маками, и гирлянде из листьев хмеля над аркой парадного подъезда. Тема цветущего мака, заданная рельефом окна на парадном фасаде, продолжается в оформлении дома, однако остальной декор менее натуралистичен.